# I've Got the Rock'n'Rolls Again
I've Got the Rock'n'Rolls Again est un album du groupe The Joe Perry Project sorti en 1981 chez Columbia.

## Liste des titres
1. East Coast, West Coast 3:06
2. No Substitute for Arrogance 3:25
3. I've Got the Rock 'n' Rolls Again 4:34
4. Buzz Buzz 3:41
5. Soldier of Fortune 3:05
6. TV Police 4:11
7. Listen to the Rock 3:20
8. Dirty Little Thing 3:42
9. Play the Game 5:20
10. South Station Blues 4:10

## Composition du groupe pour l'enregistrement
The Project :
- Joe Perry : guitare, chant
- Charlie Farren : guitare, chant
- David Hull : basse
- Ronnie Stewart : batterie